# القصر الأخضر
القصر الأخضر أو مبنى القصر الأخضر أو قصر العماري هو أحد القصور التاريخية في مدينة جدة بمنطقة مكة المكرمة، يعود تاريخ بناؤه إلى عام 1347هـ الموافق 1928م وتعود ملكيته إلى علي بن ناصر العماري. يقع القصر في الطرف الشرقي لمقبرة حواء التاريخية بمدينة جدة الواقعة بمنطقة مكة المكرمة غرب المملكة العربية السعودية.
يُعد القصر أول بناء بالأسمنت والحديد والمسلح في جدة وصاحبه علي بن ناصر العماري، وأيضًا أول بناء خارج أسوار جدة. يطل القصر على البحر مباشرة قبل الزحف العمراني الحالي على المنطقة وتمددها لداخل البحر. نزل القصر الملك عبدالعزيز خلال سنتين من إقامته بمدينه جده، استقبل فيه عدة ضيوف للمملكة وأدار فيه شؤون البلاد. وكان هذا بدءًا من عام 1347هـ حتى بناء قصر خزام. سكنه الملك سعود بن عبدالعزيز أثناء فترة تواجده في جدة ما بين 1348هـ إلى 1352هـ، فيما سكنه الملك فيصل بن عبدالعزيز في فترة لاحقة واستخدمه لإدارة شؤون الحجاز. أُتخذ القصر لفترة من الوقت كمبنى لوزارة المالية.